# Communauté de communes du canton d'Ossun
La communauté de communes du canton d'Ossun est une ancienne structure intercommunale française, située dans le département des Hautes-Pyrénées et la région Midi-Pyrénées puis Occitanie. Créée en 1994, elle est dissoute le 31 décembre 2016 et son territoire est rattaché à la communauté d'agglomération Tarbes-Lourdes-Pyrénées.

## Communes adhérentes
| Nom              | Code Insee | Gentilé     | Superficie (km2) | Population (dernière pop. légale) | Densité (hab./km2) |
| ---------------- | ---------- | ----------- | ---------------- | --------------------------------- | ------------------ |
| Juillan (siège)  | 65235      | Juillanais  | 8,20             | 4 104 (2014)                      | 500                |
| Averan           | 65052      | Averanois   | 4,35             | 76 (2014)                         | 17                 |
| Azereix          | 65057      | Azereixiens | 15,20            | 1 003 (2014)                      | 66                 |
| Barry            | 65067      | Barrois     | 2,54             | 130 (2014)                        | 51                 |
| Bénac            | 65080      | Bénacais    | 7,93             | 523 (2014)                        | 66                 |
| Gardères         | 65185      | Gardérois   | 15,23            | 438 (2014)                        | 29                 |
| Hibarette        | 65220      | Hibarettois | 1,53             | 237 (2014)                        | 155                |
| Lamarque-Pontacq | 65252      | Lamarquais  | 10,85            | 827 (2014)                        | 76                 |
| Lanne            | 65257      | Lannais     | 5,75             | 579 (2014)                        | 101                |
| Layrisse         | 65268      | Layrissois  | 3,33             | 182 (2014)                        | 55                 |
| Loucrup          | 65281      | Loucrupois  | 3,62             | 213 (2014)                        | 59                 |
| Louey            | 65284      | Loueyais    | 6,06             | 969 (2014)                        | 160                |
| Luquet           | 65292      | Luquetois   | 8,17             | 410 (2014)                        | 50                 |
| Orincles         | 65339      | Orinclais   | 5,86             | 338 (2014)                        | 58                 |
| Ossun            | 65344      | Ossunois    | 27,59            | 2 326 (2014)                      | 84                 |
| Séron            | 65422      | Séronnais   | 9,29             | 329 (2014)                        | 35                 |
| Visker           | 65479      | Viskerois   | 4,16             | 327 (2014)                        | 79                 |

## Démographie
| 2009 | 2011   |
| ---- | ------ |
| -    | 13 054 |

## Présidents successifs
| Période                                  | Période | Identité      | Étiquette | Qualité |
| ---------------------------------------- | ------- | ------------- | --------- | ------- |
|                                          |         | Robert Vignes |           |         |
| Les données manquantes sont à compléter. |         |               |           |         |

## Historique
Créée le 29 décembre 1994, elle est dissoute le 31 décembre 2016 et fusionnée au sein de la communauté d'agglomération Tarbes-Lourdes-Pyrénées, après la refonte des intercommunalités des Hautes-Pyrénées.

## Compétences

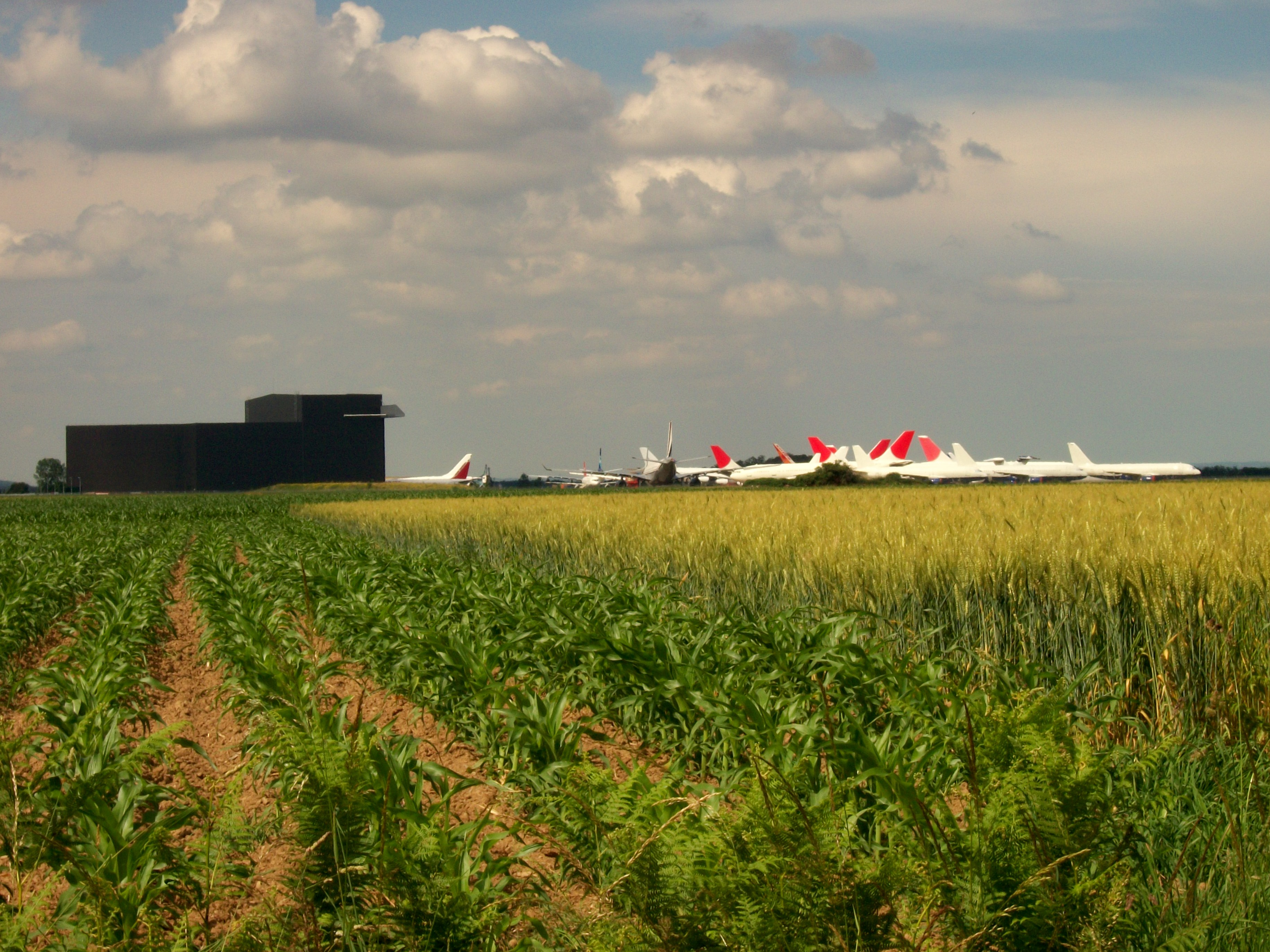
Tarmac à Ossun.

La communauté de communes du canton d'Ossun jouissait surtout de compétences en matière de développement économique et d’aménagement de l’espace communautaire. Ainsi, elle présidait au développement de la zone d'activité Pyrène Aéro Pôle. S'ajoutaient à cela des compétences optionnelles touchant à la mise en valeur de l’environnement, à la politique du logement social et une compétence facultative concernant la protection incendie.